# Laguna Santa Elena
La laguna Santa Elena es un cuerpo de agua superficial ubicado en el sector sur poniente de la comuna de Bulnes, en la Región del Ñuble, Chile. Se encuentra cercana a la localidad de Santa Clara, ubicada en la misma comuna.

## Ubicación y descripción
Su espejo de agua cubre un área de 60 hectáreas, con un perímetro de aproximadamente 5100 m Su profundidad media es de 6 m y máxima de 13 m. Forma parte de un  humedal y otros lagos de pequeño tamaño es su entorno inmediato. Su clima prevalente es del tipo Mediterráneo, con una temperatura media anual de 13,5 °C a 14,0 °C. Sus afluentes más importantes son tres vertientes subterráneas y dos afluentes superficiales desde el canal de riego El Roble. La primera entrada se encuentra en la zona sur del lago, mientras que la segunda entrada ingresa al humedal que, a su vez, descarga sus aguas a la Laguna Santa Elena en la zona central poniente.: 7 
Su único emisario  se ubica en el sector sureste del lago, que conduce las aguas hacia la laguna de Buena Vista. Esta última laguna tiene una salida natural de sus aguas hacia el estero Lomavida.